# Križ sv. Efrosinije
Križ sv. Efrosinije je relikvija Ruske pravoslavne Crkve i Bjelorusije. Križ je napravio mjesni majstor Lazar Bohša 1161., a križ je nestao u lipnju 1941. u Mogiljovu.
Križ je bio dar za tada novu crkvu Preobraženja u Polocku. Jednostavan križ od drva čempresa raskošno je ukrašen zlatom, dragim kamenjem i emajlom, a na sebi ima likove Isusa Krista, sv. Ivana Krstitelja, Bogorodice, četiriju evanđelista, arkanđela Gabrijela i Mihaela, sv. Efrosinije i njezinih roditelja. Rad je koštao 120 grivnji. Unutar križa se nalaze dijelovi Svetoga Križa Isusovoga i drugih relikvija.
U 13. stoljeću, križ je premješten u Smolensk, a nakon dugog putovanja po cijeloj zemlji, ponovno se vratio u Polock 1841. Križ je temeljito fotografiran 1896. Godine 1928., nacionaliziran je i odnesen u Minsk, a 1929. u Mogiljovu, gdje su ga pohranili na sigurnom u sjedištu komunističke stranke.
Križ je nestao tijekom brze okupacije njemačkih snaga (lipanj-srpanj 1941.). Nema pouzdanih podataka o tome, što se dogodilo s križem. 
Godine 1997., obrtnik Nikolaj Kuzmič iz Bresta, napravio je službenu repliku križa, sada izloženu u katedrali u Polocku.
Križ sv. Efrosinije često se koristi kao nacionalni simbol Bjelorusije. Stari bjeloruski grb „Pahonija“ iz 1991., ima križ nalik na križ sv. Efrosinije na viteškom štitu.
Križ je na dvije poštanske marke Bjelorusije, izdane 1992. i 2001., te na prigodnoj kovanici izdanoj 2007.
Glavni oporbeni politički pokret ima sličan križ kao glavni element svojeg znaka.